# ローマ市電9000形電車
ローマ市電9000形電車（ローマしでん9000がたでんしゃ）は、イタリアの首都・ローマの路面電車（ローマ市電）で使用されている車両。車内の多くの床上高さを下げた、バリアフリーに適した超低床電車（部分超低床電車）である。

## 概要
1990年に実施されたFIFAワールドカップに向けて新系統が運行を開始するのに合わせて導入された形式。ソシミが開発を担当した、車内の多くが床上高さ350 mmの低床構造になっている部分超低床電車で、同社が製造した試作車（5000形）を基に設計が行われた。動力台車は従来の回転軸・車軸を備えたボギー台車で車体前後に配置されている一方、中間の短い車体には車軸が無い付随台車が設けられている。また、新系統の終点に折り返し用のループ線が設置されなかった事を受け、両運転台式の車体が採用されている。各動力台車に2基設置されている主電動機を含めた電気機器はAEGによって製造されている。
1990年に最初の車両が導入されて以降、当初の計画では60両が導入される予定だったが、製造企業のソシミが破産した結果、実際に製造されたのは33両（9001 - 9033）に留まった他、3両（9030、9032、9033）については予備部品確保のため早期に運用から離脱する事態となった。その後、ビナスコに存在したソシミの工場を買収したミラノ市交通公社（ATM）によって未製造分のうち8両（9034 - 9041）の製造が実施され、2004年に納入が実施された。2024年現在は主に5、14、19号線での運用が行われている。

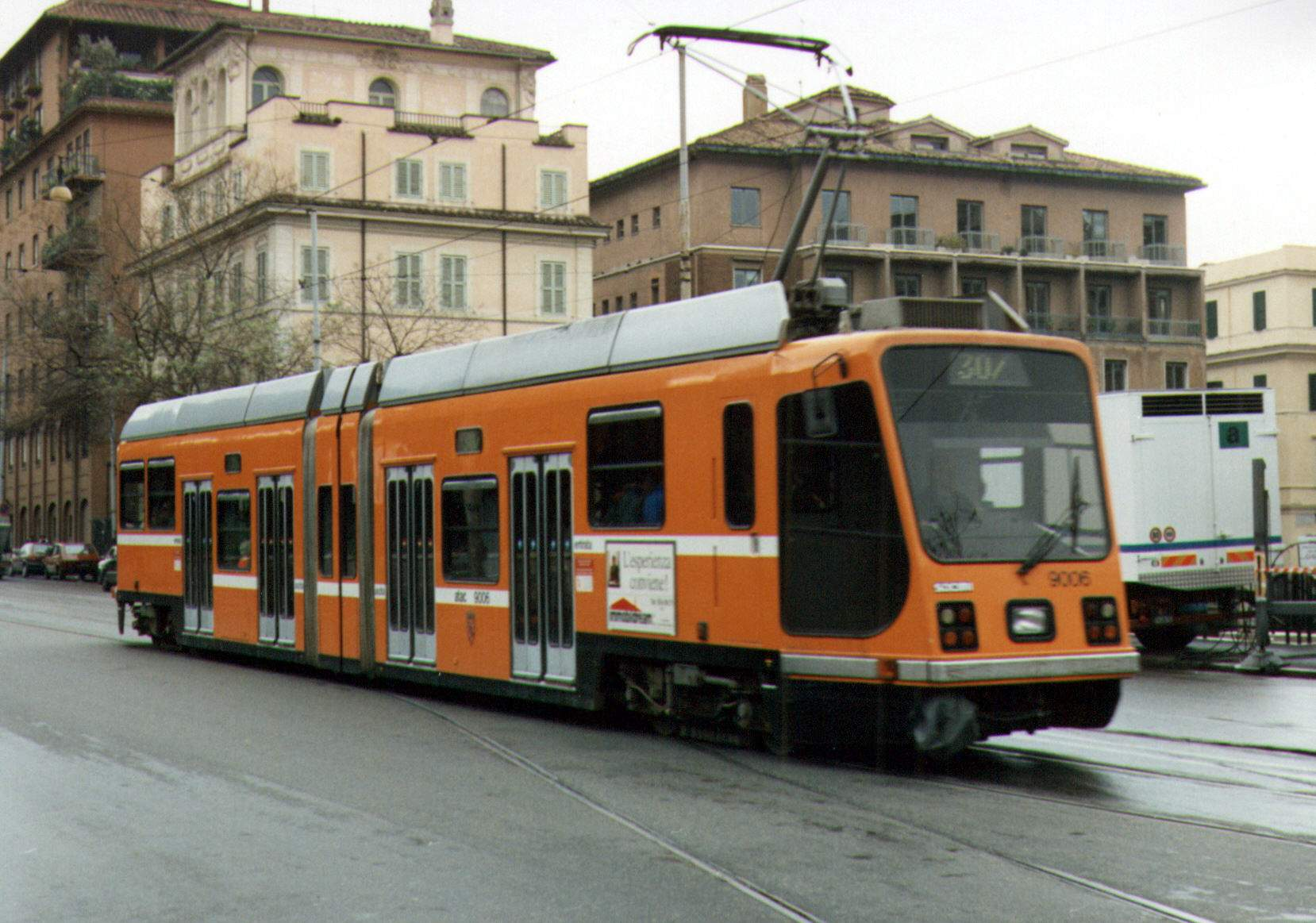
登場時の塗装（9006）（1994年撮影）
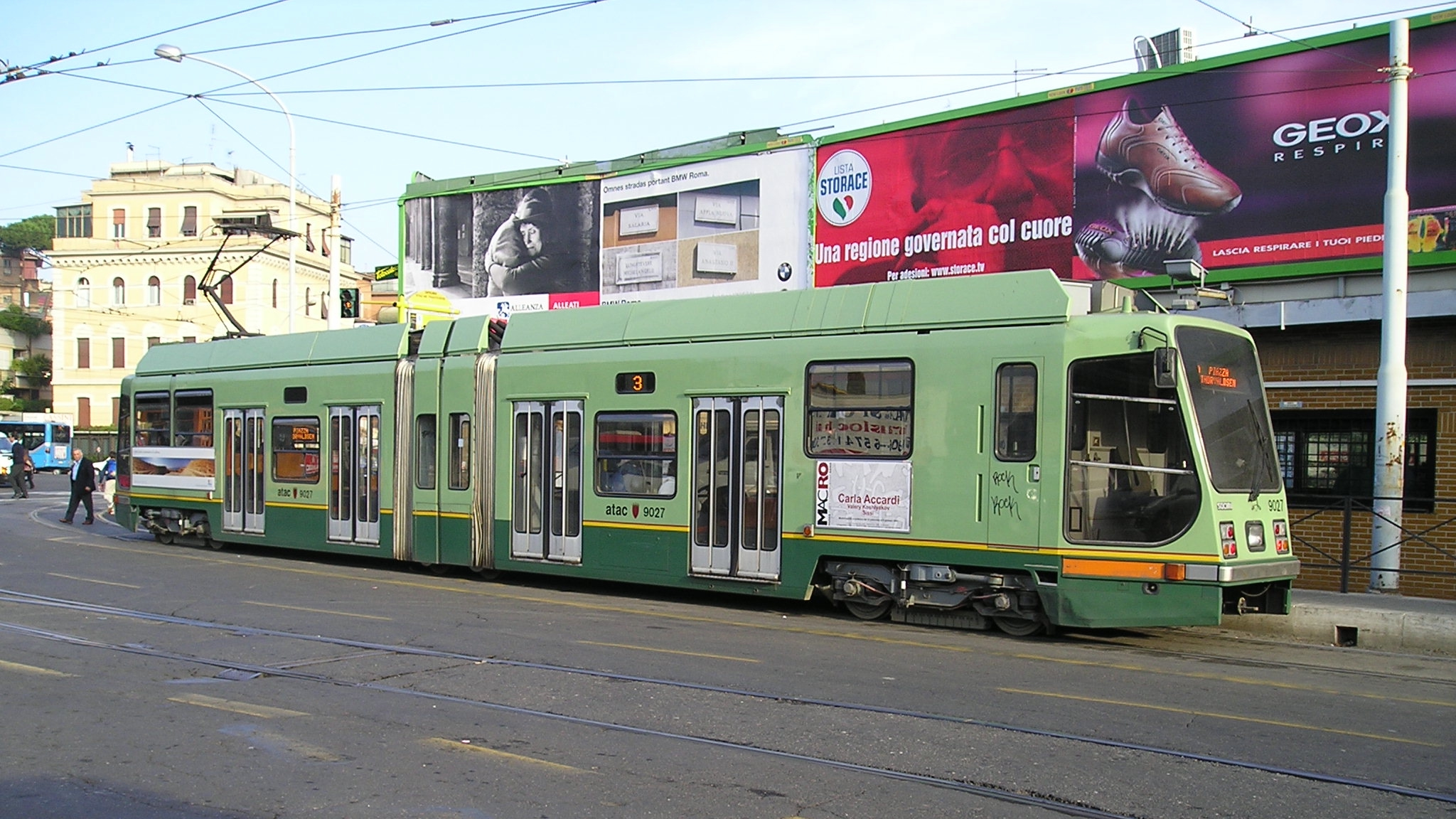
現在の塗装（9027）（2004年撮影）